# بانبولین
بانبولین (به لهستانی:  Bąbolin) یک روستا در لهستان است که در گمینا گنگوکووو واقع شده‌است.